# Gare de Mæl
La gare de Mæl (Mæl stasjon) est une gare ferroviaire, fermée, terminus de la ligne Rjukan (Rjukanbanen) qui traverse Vestfjorddalen entre Mæl et Rjukan. Elle est située à Tinn, à 16 km de Rjukan et à l'embouchure de la rivière Måna à Vestfjorddalen où la rivière se jette dans le lac Tinn, dans le Telemark, en Norvège.
Mise en service en 1909, elle est fermée, comme la ligne, en 1991. La ligne, la gare et l'embarcadère et le ferry sont ensuite conservés au titre patrimonial, la fondation Stiftelsen Rjukanbanen est créée pour conserver la ligne et ses infrastructures en état de fonctionnement.

## Situation ferroviaire
Établie à 191,8 mètres d'altitude, la gare de Mæl est un terminus embarcadère de ferry de la ligne Rjukan.

## Histoire
La gare, alors dénommée Rollag est construite selon des plans de l'architecte Thorvald Astrup et mise en service le 8 août 1909, lors de l'ouverture à l'exploitation de la ligne Rjukan. C'est le point où les wagons de chemin de fer cirulants sur la ligne sont transférés au ferry ferroviaire de Tinnsjø pour être transportés vers la ligne Tinnoset. elle est électrifiée en 1911.
Un nouveau bâtiment de gare est construit en 1917.
Elle est renommée Mæl en 1921, en raison de la connexion de la ligne au réseau ferroviaire national qui comporte déjà une gare, dénommée Rollag, sur la ligne Numedal,.

Installations en 1925
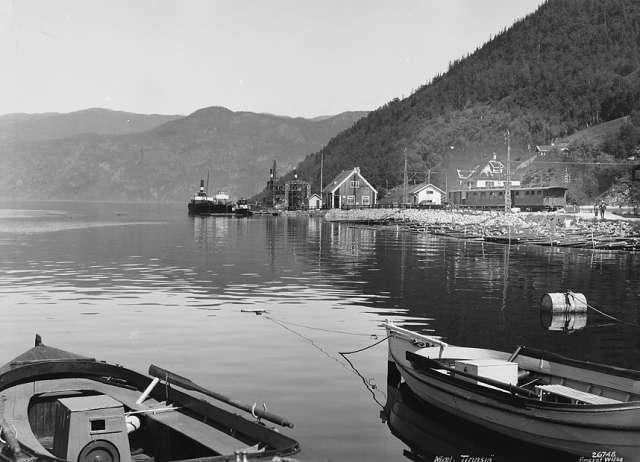
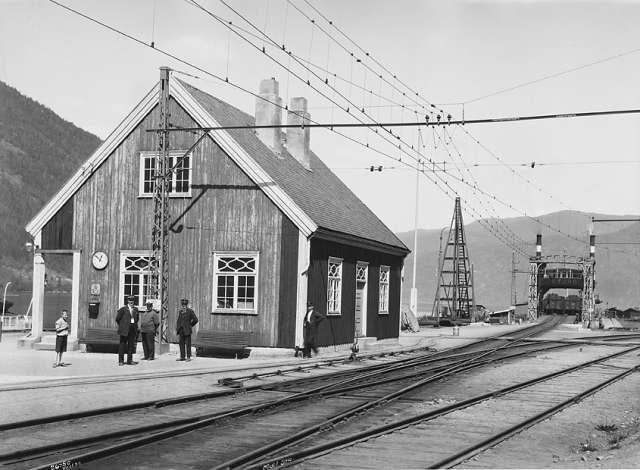
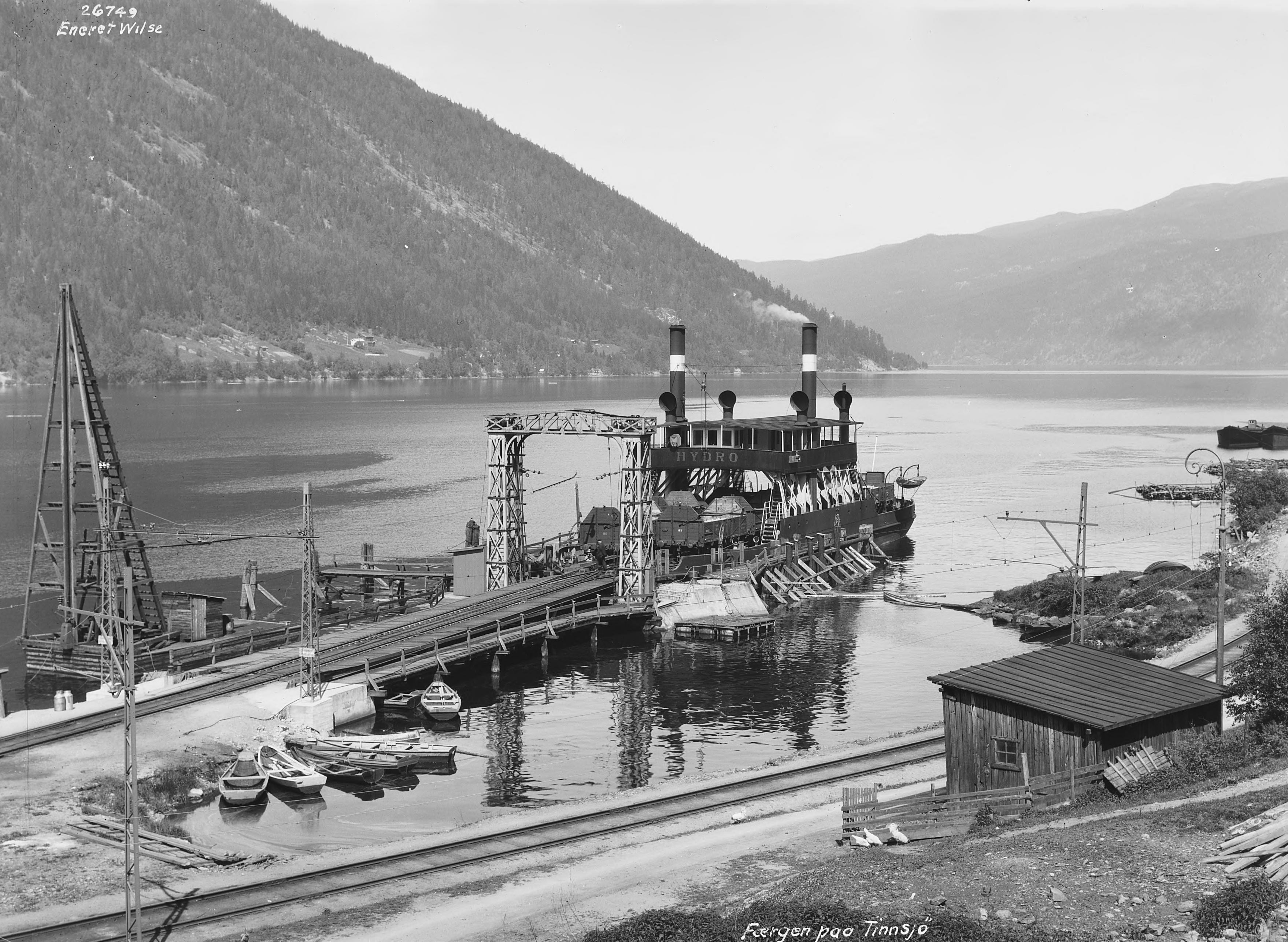

En 1991, une  baisse du trafic sur la ligne entraîne sa fermeture.

## Patrimoine ferroviaire
Après sa fermeture la ligne est conservée en tant que chemin de fer patrimonial et la fondation Stiftelsen Rjukanbanen est créée pour garantir que l'infrastructure reste en état de fonctionnement. En 1993, la gare de Mæl est rénovée, puis un centre d'information touristique est aménagé dans le bâtiment. Mæl sert de point d'entrée pour les bateaux qui organisent des excursions pendant les mois d'été. L'ancien ferry DF Ammonia est amarré à Mæl et est actuellement utilisé comme musée fixe,,.

Installations (années 2000)
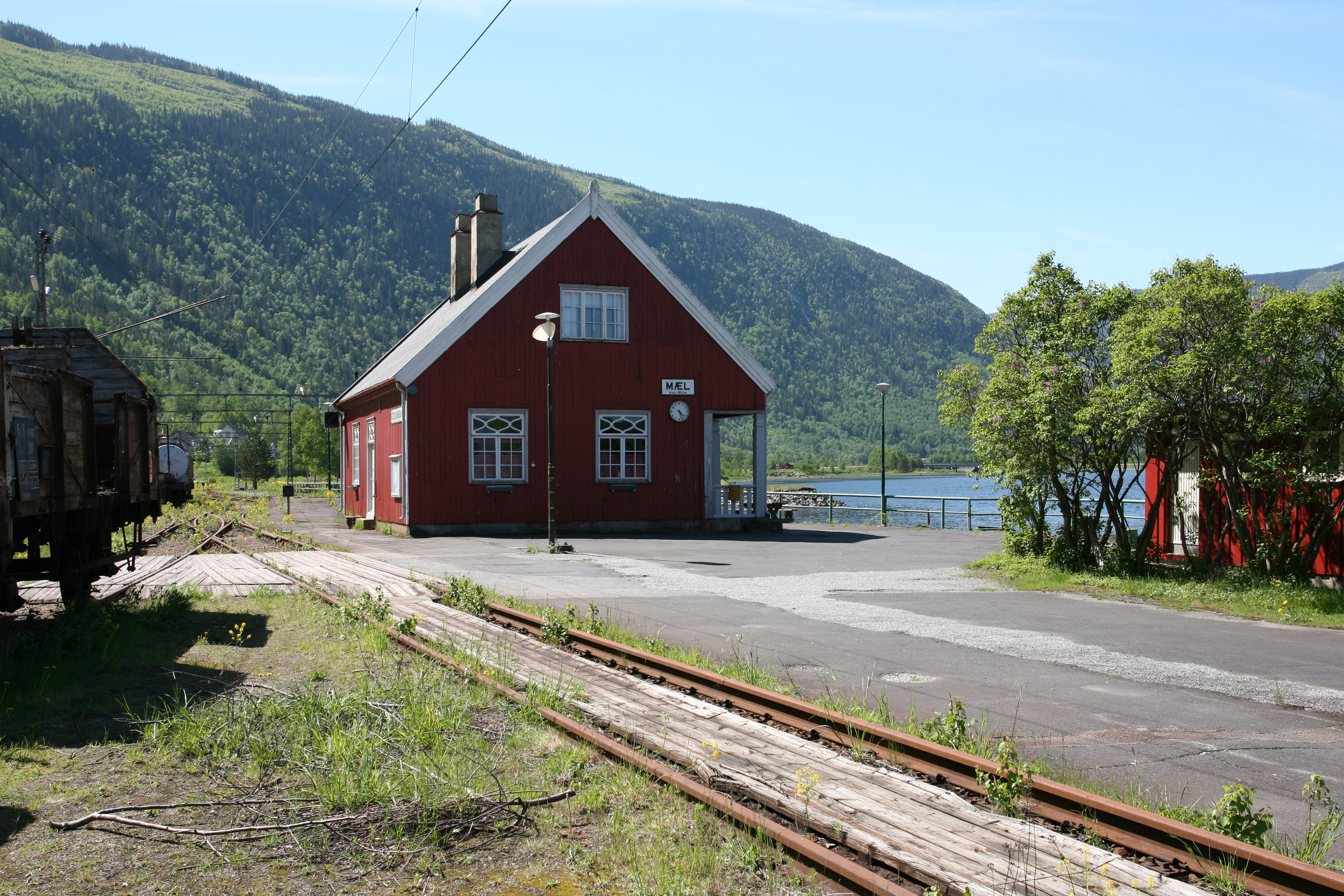
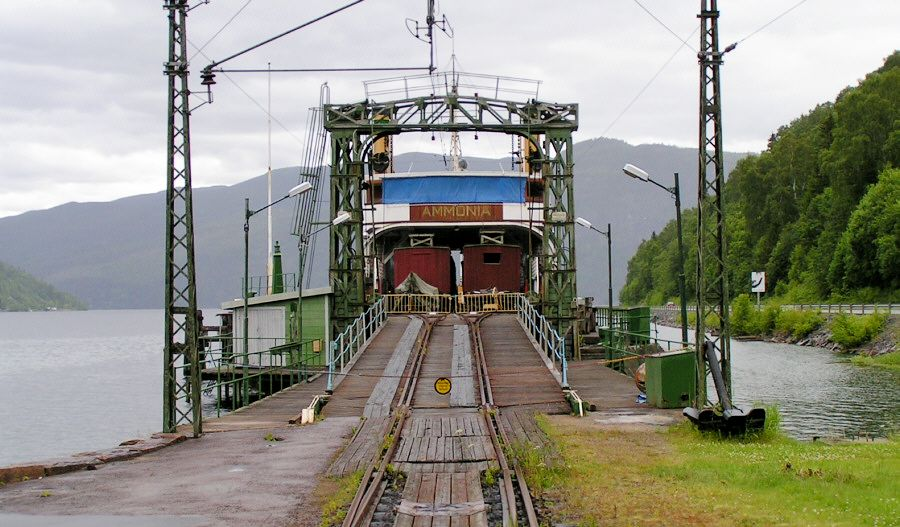
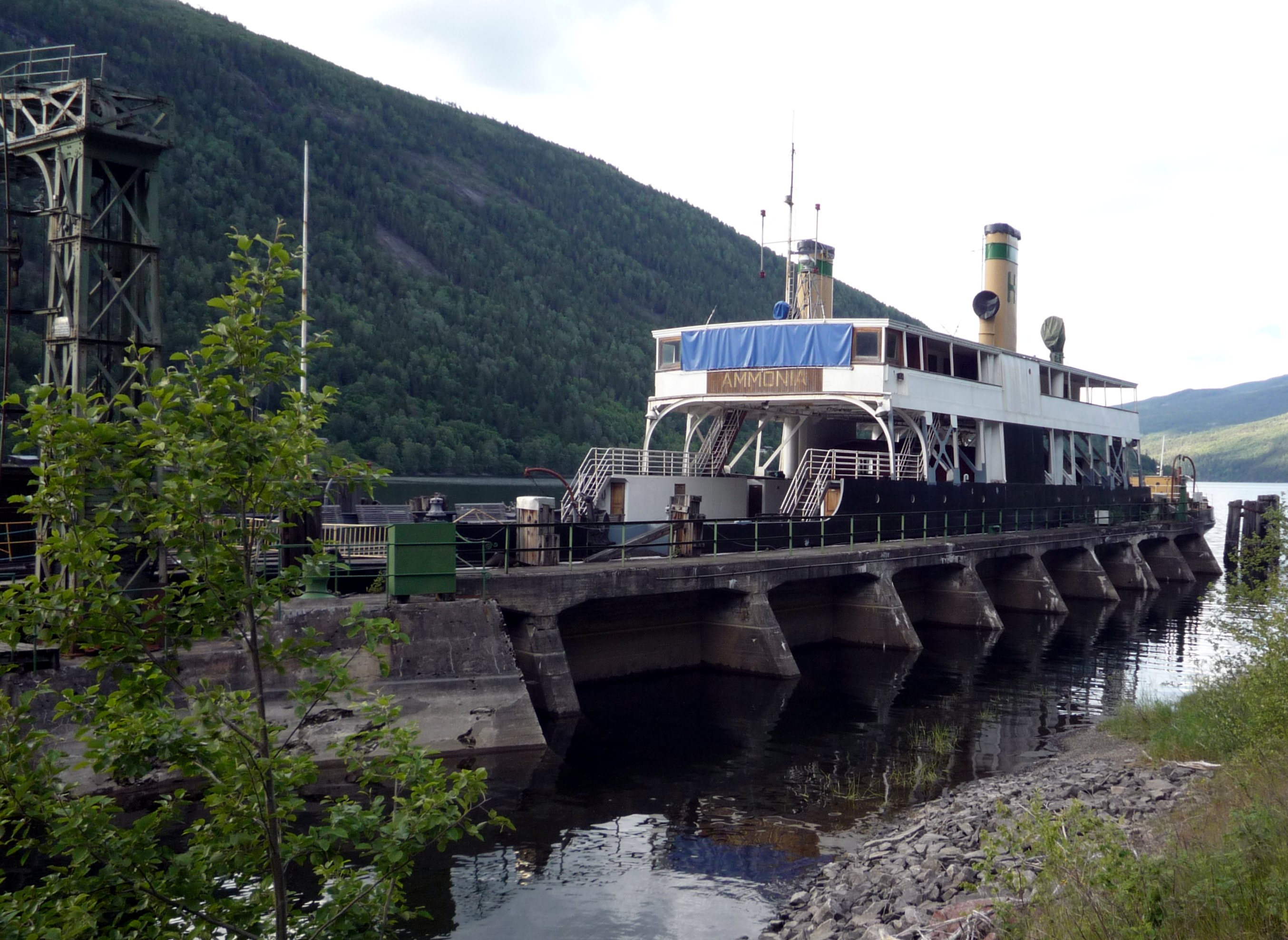

L'ensemble de ces installations fait partie du site du patrimoine industriel de Rjukan-Nodden inscrit au patrimoine mondiale de l'Organisation des Nations unies pour l'éducation, la science et la culture (UNESCO) en 2015.